# قطعنامه ۱۴۳۴ شورای امنیت
قطعنامه ۱۴۳۴ شورای امنیت سازمان ملل متحد که در تاریخ ۰۶ سپتامبر ۲۰۰۲ تصویب شد، سندی بین‌المللی دربارهٔ بررسی وضعیت میان اریتره و اتیوپی است. این قطعنامه طی نشست ۴۶۰۶ام با ۱۵ رای موافق، ۰ مخالف و ۰ ممتنع تصویب شد.